# Keyshia Cole
Keyshia Michelle Cole (Oakland, 15 ottobre 1981) è una cantante statunitense. Con una carriera musicale partita ufficialmente nel 2005, Keyshia ha pubblicato 6 album e in una prima fase ha ottenuto un grande successo commerciale. Nella sua carriera ha collaborato con molti artisti di rilievo come Kanye West, Missy Elliott, Diddy, Lil Kim, Lil Wayne e Nicki Minaj.

## Biografia

### Esordi e The Way It Is (2004-2005)
Conosciuta per il suo timbro di voce soul, Keiysha Cole comincia la propria carriera nel mondo dell'industria discografica all'età di 12 anni collaborando con il rapper MC Hammer. Nel 2004, Keyshia pubblica il suo singolo di debutto Never, in collaborazione con la rapper Eve: il brano non riuscirà ad entrare in alcuna classifica, ma troverà comunque spazio nel suo album di debutto. In questo stesso periodo, Keyshia Cole collabora col DJ Green Lantern per la realizzazione del mixtape Team Invasion Presents Keyshia Cole.
Nel 2004 ottiene il suo primo contratto discografico con la A&M Records, che l'anno seguente pubblica il suo primo album The Way it Is. L'album debutta alla sesta posizione nella classifica dei dischi statunitensi e vende 89,000 copie nella sua prima settimana. Alla fine l'album sarà certificato disco di platino. I singoli estratti dall'album sono I Changed My Mind con Kanye West, I Just Want To Be Over, I Should Have Cheated e Love: quest'ultimo riesce ad entrare nella top 20 della Billboard Hot 100.

### Interscope, Just Life You, A Different Me (2006-2009)
Nel 2006, Keyshia Cole collabora col rapper Diddy/Sean Combs nel brano Last Night: si tratta di un singolo del rapper, ma figurerà comunque nel suo successivo album. In questo stesso anno, Keyshia lascia la precedente casa discografica e firma un contratto con la Interscope Records. Nel 2007 viene pubblicato il secondo lavoro della Cole Just Like You. Nel disco figurano numerose collaborazioni (Sean Combs, Missy Elliott, Lil' Kim), ed il disco entra in classifica direttamente alla seconda posizione, bissando il successo di The Way It Is. La Cole viene nominata per due Grammy Award: "migliore album R&B" e "Migliore collaborazione rap". I singoli estratti sono Let It Go con Missy Elliott e Lil Kim, che viene certificato platino in USA, Shoula Let You Go e Heaven Sent: sono tutti dei successi. Nello stesso periodo, Keyshia collabora con Jaheim in I've Changed e con Keith Sweat in Love You Better.
In contemporanea alla pubblicazione del secondo album, nel 2007, ha condotto anche il reality show Keyshia Cole: The Way It Is. L'anno successivo è stato invece pubblicato il terzo disco A Different Me, dal quale sono stati estratti singoli come You Complete Me e Trust, collaborazione con Monica. Nell'album è presente anche una collaborazione postuma col rapper Tupac. Anche questo disco è un successo in USA e riesce ad ottenere la certificazione platino, dopo un peak alla 2 della Billboard 200. Nei mesi successivi, Keyshia collabora con vari artisti tra cui Keri Hilson, T-Pain e Gucci Mane.

### Calling All Hearts, Woman To Woman, Point Of No Return (2010-2015)
Il 2010 è stato l'anno del suo quarto disco, Calling All Hearts, accompagnato dal singolo in collaborazione con Nicki Minaj, I Ain't Thru. Nell'album sono presenti anche collaborazioni con Timbaland e Faith Evans, nonché con la stessa madre di Keyshia. I singoli successivi sono Long Way Down e Take Me Away: i tre estratti non hanno il successo dei singoli delle ere precedenti, e l'album non va molto oltre il mezzo milione di copie vendute. In questo periodo, il maggiore successo di Keyshia è come autrice: l'artista è accreditata infatti per la hit Airplanes di B.o.B e Hayley Williams. Nei mesi successivi, Keyshia annuncia un cambio di management.
Il 19 novembre 2012 esce il suo quinto album, Woman To Woman. I singoli che hanno anticipato l'uscita dell'album sono Enough of No Love in collaborazione con Lil Wayne e Trust and Believe. Nell'album sono presenti vari brani scritti da Ester Dean e Betty Wright. Nel 2014 viene pubblicato un altro album, Point Of No Return, preceduto dal singolo Next Time (Won't Give It Away). L'album ottiene risultati commerciali molto inferiori ai lavori precedenti. In seguito a questa era discografica, Keyshia Cole lascia la Interscope Records per passare successivamente alla Epic Records, etichetta che fa parte della Sony.

### 11:11 Reset, nuovo album (2017-presente)
Nel 2017, Keyshia collabora con i rapper French Montana e Remy Ma nel singolo You, per poi pubblicare l'album 11::11 Reset. L'album ottiene la first week peggiore di sempre nella carriera di Keyshia, ma nonostante viene lanciato un secondo singolo, Incapable. Indipendentemente dai risultati commerciali, l'album ottiene un ottimo responso da parte della critica, così come tutti i precedenti album dell'artista.
Nel 2020, l'artista ha annunciato di aver firmato un contratto con la Primary Wave Music per la gestione della sua carriera e di stare lavorando ad un nuovo album. Nello stesso anno collabora nuovamente con Elijah Blake, in passato autore di moltissimi suoi brani, nel remix ufficiale del singolo di Blake Bad Liar.

## Discografia
- 2005 - The Way It Is
- 2007 - Just Like You
- 2008 - A Different Me
- 2010 - Calling All Hearts
- 2012 - Woman to Woman
- 2014 - Point of No Return
- 2017 - 11:11 Reset